# L'Arche de Noé (Chagall)
Pour les articles homonymes, voir L'Arche de Noé.
L'Arche de Noé est un tableau réalisé par le peintre français Marc Chagall en 1961-1966. Cette huile sur toile représente l'arche de Noé. Elle est conservée au musée Marc-Chagall, à Nice.